# Virola peruviana
Virola peruviana là một loài thân gỗ thuộc họ Myristicaceae. Loài này có ở Brasil (Amazonas, Pará), Colombia, Ecuador và Peru. Nó cao tới 35 m (100 ft). Quả hình khối elíp, dài 14–24 mm và đường kính 11–23 mm, mọc thành chùm 5 đến 15 quả.

## Thứ
- Virola peruviana var. tomentosa Warb., 1897